# Daria Șmeliova
Daria Șmeliova (n. 26 octombrie 1994, Moscova, Rusia) este o ciclistă rusă, medaliată olimpică. A participat la 2 ediții ale Jocurilor Olimpice (2016, 2020) în care a câștigat o medalie de argint și o medalie de bronz.